# Zimbapark

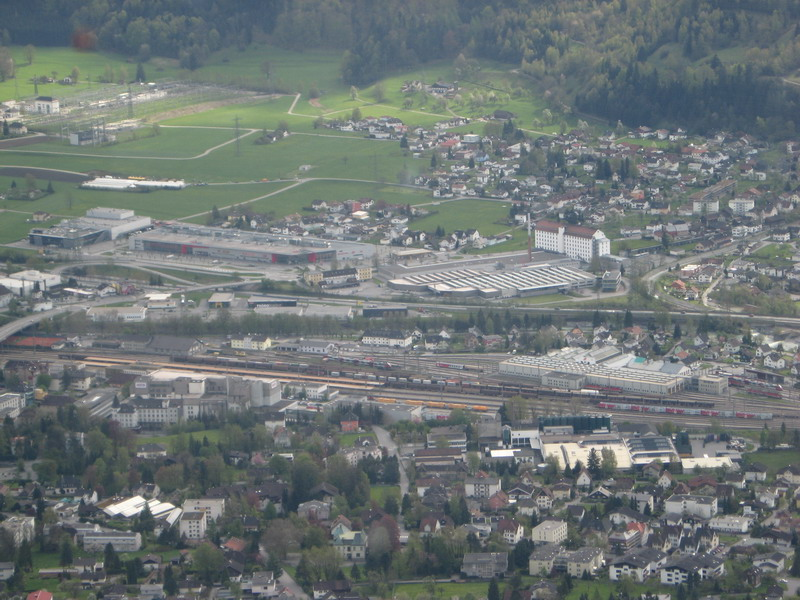
Zimbapark, links vom Lünerseepark

Der Zimbapark ist ein im Süden Vorarlbergs gelegenes Einkaufszentrum, direkt an der Autobahn-Abfahrt „Bludenz/Bürs“ von der Rheintal/Walgau Autobahn A14. Mit 50 Geschäften, 38.326 m² Grundfläche und einer Verkaufsfläche von 17.767 m² ist es das größte Shoppingcenter im Ballungsraum um die Bezirkshauptstadt Bludenz und nach dem Messepark in Dornbirn das zweitgrößte Vorarlbergs.

## Entstehung und Geschichte
Der Zimbapark entstand im Jahr 2001 an einem langjährig erfolgreichen Interspar-Standort. Neben dem Autobahnanschluss zeichneten besonders die Lage am Knotenpunkt der fünf Täler (Walgau, Klostertal, Montafon, Brandnertal, Großes Walsertal), sowie die gute Erreichbarkeit mit öffentlichen Verkehrsmitteln den Standort, für die Entwicklung eines großflächigen Shoppingcenters aus.

## Namensgebung
Benannt wurde der Zimbapark nach der Zimba, einem 2643 m hohen Berg der Vandanser Steinwand.

## Erschließung
Der Zimbapark liegt am nordöstlichen Rand der Gemeinde Bürs an der Grenze zur Alpenstadt Bludenz und ist durch diese Lage verkehrstechnisch umfangreich erschlossen. Die Autobahnabfahrt „Bludenz/Bürs“ ermöglicht die Zufahrt sowohl aus Richtung Arlberg/Innsbruck, als auch von Bregenz her kommend. Der Bahnhof Bludenz befindet sich gut 10 Gehminuten entfernt und ist mit dem Zug aus Vorarlberg, Tirol und der Schweiz zu erreichen, sowie mit den Landbuslinien 530, 560, 580und 720. Direkt vor dem Gebäude hält die Landbuslinie 580 sowie seit dem Fahrplanwechsel 2022 die neue Bludenzer Stadtbuslinie 504.

## Betriebe
- u. a. Interspar, Hervis, H&M, Media Markt, Thalia